# Fletcher Aviation
Die Fletcher Aviation Corporation war ein US-amerikanischer Flugzeughersteller, der von den drei Brüdern Wendell, Frank und Maurice Fletcher 1941 in Pasadena, Kalifornien gegründet wurde. Das ursprüngliche Ziel des Unternehmens war es, das von Wendell entworfene hölzerne Anfängerschulflugzeug Fletcher FBT-2 zu produzieren. Mangels Interesses der USAAF an dieser Maschine wurden einige als funkgesteuerte Zieldrohnen (Fletcher PQ-11) verwendet. Nach dem Umzug des Unternehmens nach Rosemead, Kalifornien begann man mit der Entwicklung einer Flugzeugfamilie, wie der Fletcher FU-24, eines Agrar- und Mehrzweckflugzeugs, von dem bisher vorwiegend durch Pacific Aerospace in Neuseeland ca. 296 Flugzeuge produziert wurden und noch immer werden.
1953, im selben Jahr startete die FU-24 zu ihrem Erstflug, stellte das Unternehmen auch den Prototyp eine Amphibienfahrzeugs als Fletcher Flair vor. Das Fahrzeug wurde von einem Vierzylindermotor (1500 cm³, 55 PS) aus dem Porsche 356 angetrieben, dessen Antriebsstrang so verändert wurde, dass damit alle vier Räder des Fahrzeugs angetrieben werden konnten. Das Unternehmen hoffte, das Fahrzeug der US Army verkaufen zu können, jedoch waren die Leistungen im Wasser mäßig, sodass die Armee keine Bestellungen tätigte.
Nachdem das Unternehmen von AJ Industries aufgekauft wurde, änderte es seinen Namen in Flair Aviation und produzierte ab 1960 Flugzeugbetankungsausrüstungen, einschließlich Abwurftanks und Schlauchaufroller für Luftbetankung. Nach dem Umzug nach El Monte, Kalifornien erfolgte die Rückumbenennung in Fletcher Aviation und wurde 1964 mit Sargent Fletcher vereinigt, bevor der Flugzeugbau 1966 aufgeben wurde. Die Rechten an der FU-24 gingen an die Pacific Aerospace.

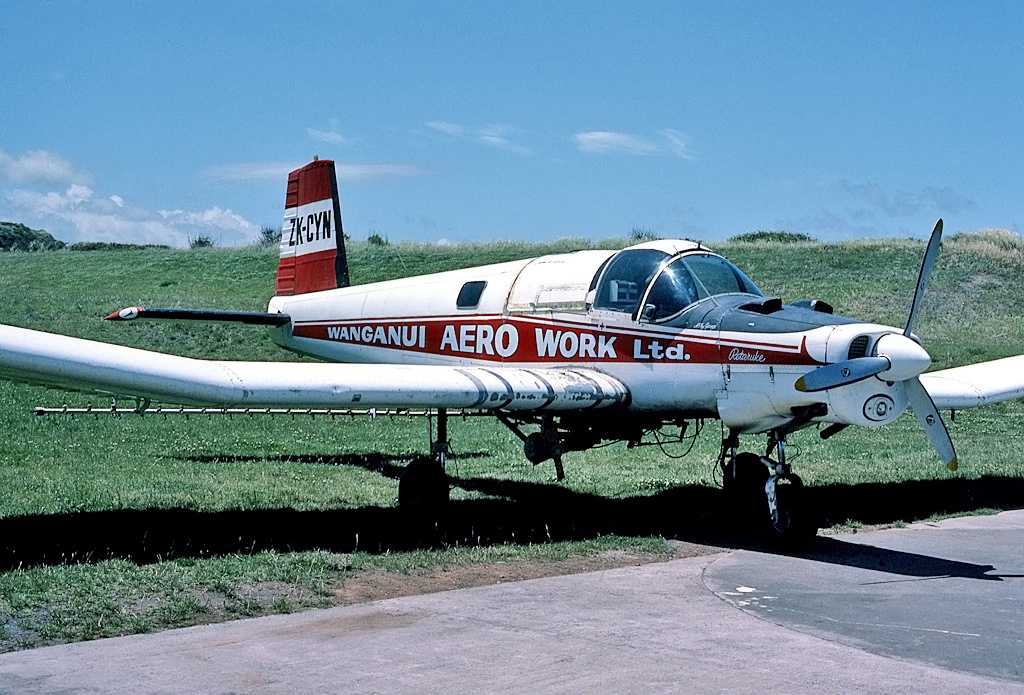
FU-24
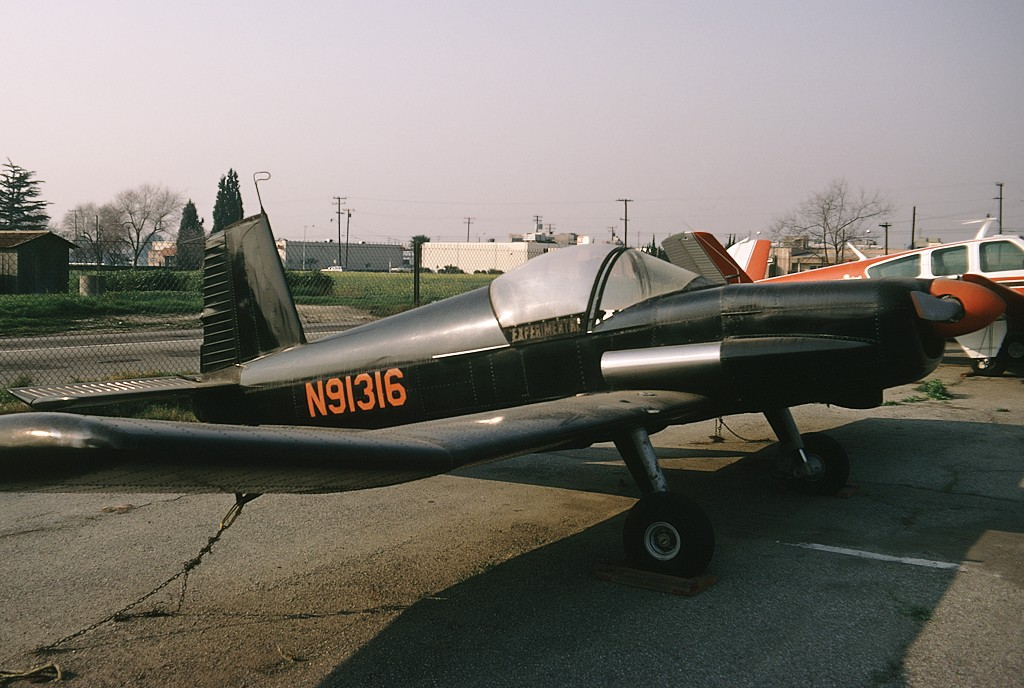
FD-25